# David Jelínek
David Jelínek (Brno, Checoslovaquia; 7 de septiembre de 1990) es un jugador de baloncesto checo que  milita en las filas del Real Betis de la Primera FEB. Mide 1,95 metros, y juega en la posición de escolta. 
Su padre, Josef Jelínek, es una leyenda del baloncesto checo y el máximo anotador histórico en Checoslovaquia con 11.526 puntos.

## Trayectoria
En su última temporada en la liga checa (Mattoni NBL) con el BBK Brno, que inició con 15 años, consiguió 6,10 puntos (52% de dos, 14% de tres y 63% de tiros libres), 1,80 rebotes, 1,10 asistencias en 17 minutos y medio de juego en los 24 partidos jugados.
Llegó a España en la temporada 2008/09 para jugar en el equipo júnior de la Penya. 
Fue el jugador verdinegro más destacado en 2008 del torneo júnior de l’Hospitalet. En el campeonato de España, el Joventut quedó en 5ª posición y la aportación del checo fue de 13,4 puntos (44% de dos, 38% de tres y 77% de tiros libres), 3,4 rebotes, 1,6 asistencias, 2,8 recuperaciones y 11,2 de valoración en 21 minutos y medio de juego en los 5 partidos jugados. Un punto por encima de los demás, ya sonaba para el primer equipo del Joventut
En 2008 disputó 28 partidos con el C.B. Prat, donde promedió 5,5 puntos y 2,1 rebotes en 17,9 minutos de juego en su debut en la Adecco LEB Plata (acabando muy bien, en la línea del equipo) mientras que en la Fase Final del Circuito Sub’20 fue el décimo máximo anotador con 13,33 puntos por partido.
Fichó con 18 años en las categorías inferiores del Joventut de Badalona, jugando durante 3 campañas en el primer equipo verdinegro.   
En la temporada 2011-12 su porcentaje de tiros de campo apenas llegó al 36% y promedió una valoración de 3,0. 
En la temporada 2012-13, se marcha a Turquía para jugar en las filas del Olin Edirne de la Türkiye Basketbol 1. Ligi, pero antes de acabar la temporada, regresa a España para jugar en el Saski Baskonia de la Liga Endesa firmando un contrato de temporada y media.
El 11 de agosto de 2014, firma por el Krasnye Krylya Samara de la Superliga de baloncesto de Rusia.
El 2 de enero de 2015, regresa a Turquía para jugar en el Uşak Sportif.
El 21 de agosto de 2015, firma por el Anwil Włocławek de la PLK polaca.
En verano de 2016, firma por el Bàsquet Club Andorra de la Liga Endesa, en el que jugaría durante 6 temporadas. En 2021 se convirtió en el máximo anotador histórico de Bàsquet Club Andorra. En la temporada 2021-22, promedia 8,6 puntos en 19 minutos de juego.
El 10 de julio de 2022, firma por el UCAM Murcia CB de la Liga Endesa por una temporada y dos más opcionales.
El 11 de agosto de 2024 fichó por el Real Betis de la Primera FEB.

### Selección nacional
Fue el máximo anotador del Europeo B con la selección checa júnior en 2007. 
Los primeros torneos oficiales que disputó con la selección absoluta fueron el  Eurobasket 2013
y el Eurobasket 2015. 
En verano de 2021, fue parte de la selección absoluta checa que participó en los Juegos Olímpicos de Tokio 2020, que quedó en noveno lugar.
En septiembre de 2022 disputó con el combinado absoluto checo el EuroBasket 2022, finalizando en decimosexta posición.